# Deb Lee
Deborah "Deb" Helen Lee (tidligere Scott) er en fiktiv person fra tv-serien One Tree Hill. Hun spilles af den amerikanske skuespillerinde Barbara Alyn Woods. Hun er Dan Scotts ekskone, mor til Nathan Scott, og farmor til James Lucas Scott.